# (6186) Zénon
(6186) Zénon, désignation internationale (6186) Zenon, est un astéroïde de la ceinture principale.

## Description
(6186) Zénon est un astéroïde de la ceinture principale. Il fut découvert par Eric Walter Elst le 11 février 1988 à La Silla. Il présente une orbite caractérisée par un demi-grand axe de 2,37 UA, une excentricité de 0,184 et une inclinaison de 4,21° par rapport à l'écliptique.
Il fut nommé en hommage au philosophe grec présocratique et mathématicien Zénon d'Élée (494-430 av. J.-C.).

## Compléments